# نرگس کلهر
نرگس کَلهُر (زاده ۱۹ شهریور ۱۳۶۳ در تهران)، فیلم‌ساز و کارگردان فیلم اهل ایران است.
نرگس فرزند مهدی کلهر، «مشاور رسانه‌ای» محمود احمدی‌نژاد است. نرگس کلهر پس از شرکت در جشنواره فیلم حقوق بشر نورنبرگ در آلمان، از آن کشور درخواست پناهندگی سیاسی کرد.

## جشنواره فیلم حقوق بشری نورنبرگ
نرگس کلهر در جشنواره فیلم‌های حقوق بشری نورنبرگ که از ۳۰ سپتامبر تا ۱۱ اکتبر ۲۰۰۹ برگزار شد شرکت کرد و با فیلم دارخیش (Rake) با موضوع شکنجه شرکت کرد. در این فیلم که برداشت آزادی از یک رمان فرانتس کافکا است دستگاه شکنجه‌ای به نام خیش دیده می‌شود که با آن گناه زندانیان بر روی بدن آنان حکاکی می‌شود. این دستگاه، آن طور که منتقدان نوشته‌اند نماد یک بربریت تمامیت‌گرا است که در دیگرآزاری و خودآزاری دیکتاتور ادامه پیدا می‌کند.

### پناهندگی به آلمان
وی پس از شرکت در جشنواره در نورنبرگ تصمیم به پناهندگی در آلمان و عدم بازگشت به ایران گرفت. او از آلمان درخواست پناهندگی سیاسی کرد.

#### موضع‌گیری مهدی کلهر
مهدی کلهر با تأیید خبر پناهندگی دخترش به آلمان، این مطلب را نشانه آزادی در جمهوری اسلامی دانست که مردم قادر به تعیین سرنوشت خویش هستند. وی تأکید کرد مادر نرگس را که به دلیل همکاری او با دولت احمدی‌نژاد ناخرسند بوده، در سال‌های گذشته طلاق داده‌است.